# Frowin Conrad
Frowin Conrad OSB, Taufname Plazidus Conrad (* 2. November 1833 in Auw; † 24. März 1923 in Conception, Missouri, USA) war ein Schweizer Priester, Benediktiner und erster Abt von Conception Abbey.

## Leben
Frowin Conrad wurde in eine 15-köpfige, religiös geprägte Bauernfamilie geboren. Er absolvierte das Gymnasium in Engelberg und trat 1852 in das Kloster Engelberg ein. Nach der Profess 1853 wurde er 1856 Priester wie vier seiner Brüder. Nach verschiedenen Ämtern im Kloster Engelberg leitete er 1866 bis 1873 die Pfarrei Engelberg. Im April 1873 zog er mit seinem Mitbruder P. Adelhelm Odermatt in die USA, wo in Conception (Missouri) unter grossen Mühen das Kloster Conception (auch Neu-Engelberg genannt) gegründet wurde. Aus einfachsten Anfängen wurde das Klosterleben sowie ein Seminar aufgebaut. Nach der Ernennung zum Prior 1876 wurde Pater Frowin 1881 der erste Abt des Klosters. In den Anfängen liess er besonders den Unterricht der Kinder fördern und errichtete auch einen landwirtschaftlichen Musterbetrieb. Aus der Aufbauarbeit entstanden mehrere Klöster, Institute und Krankenhäuser. Für sein Wirken wurde Pater Frowin mehrfach ausgezeichnet.